# Кышпанаков, Владимир Алексеевич
Владимир Алексеевич Кышпанаков (28 декабря 1952 года, Абакан, Хакасская автономная область, СССР) — российский учёный, педагог. Доктор исторических наук, кандидат экономических наук. Доцент кафедры экономики и бизнеса института менеджмента, экономики и агротехнологии Хакасского государственного университета имени Н.Ф. Катанова.

## Биография
Родился в Абакане в 1952 году в семье педагогов А. Ф. и А. С. Кышпанаковых. После окончания школы поступил в Новосибирский институт народного хозяйства, который закончил в 1974 году. В октябре 1976 принят на работу в сектор экономики Хакасского научно-исследовательского института языка, литературы и истории, прошел путь от младшего научного сотрудника до заведующего сектором. В 1985 году защитил кандидатскую диссертацию по экономике — «Формирование и использование трудовых ресурсов в промышленности Восточно-Сибирского экономического района».
С 1987 года преподает в ХГУ. В 1993—1994 годах стажировался в университетах США в Лонг-Айленде и Сан-Франциско. В 1996 году в Институте истории Сибирского отделения Российской академии наук защитил докторскую диссертацию по теме: «Население Хакасии: историко-демографическое исследование (1926—1989 гг.)». В 2020—2021 годах — руководитель исследовательского гранта «Историко-демографическое исследование населения Хакасии в XX—XXI веках» (Российский фонд фундаментальных исследований).
Автор свыше 400 научных публикаций.

## Краткая библиография
- Население и трудовые ресурсы Хакасии [Текст] / В. А. Кышпанаков ; Хак. науч.-исслед. ин-т языка, литературы и истории. — Абакан : Хакасское отд-ние Красноярского кн. изд-ва, 1989. — 188 с. — ISBN 5-7479-0112-5
- Экономическая и социальная география Хакасии [Текст] : учеб. пособие для учащихся 8-9 классов / В. А. Кышпанаков, Ю. И. Кустов. — Абакан : Хакасское кн. изд-во, 1994. — 104 с. — ISBN 5-7479-0565-1
- Население Хакасии : 1917—1990 гг. [Текст] / В. А. Кышпанаков; ред. Н. Я. Гущин; рец. В. А. Исупов ; Хак. гос. ун-т им. Н. Ф. Катанова. — Абакан : Изд-во Хак. гос. ун-та им. Н. Ф. Катанова, 1995. — 348 с. — ISBN 5-86797-025-6
- Рынок труда и занятость населения Хакасии [Текст] : рек. М-вом образования и науки РХ : учеб. пособие для студентов экон. спец. вузов / В. А. Кышпанаков, В. И. Цыганок. — Абакан : Изд-во Хак. гос. ун-та им. Н. Ф. Катанова, 2001. — 328 с. — ISBN 5-7810-0157-3
- Калмыцкие спецпереселенцы в Хакасии // Вестник Калмыцкого университета, 2017, № 3 (35).
- Засуха и голод в Хакасии. 1946—1947 годы // Хакасия. — 2018. — № 153-154 (23760-23761) от 16 августа.
- К вопросу о сохранении национальной самоидентификации депортированных народов в Хакасию в годы Великой Отечественной войны // Вестник Калмыцкого университета, 2020, № 2 (46).
- Население Хакасии в постсоветском периоде (1992–2022 годы) [Электронный ресурс] : монография / В. А. Кышпанаков ; Хак. гос. ун-т им. Н. Ф. Катанова, Институт менеджмента, экономики и агротехнологий. - 4.2 Мб. - Абакан : Изд-во Хак. гос. ун-та им. Н. Ф. Катанова, 2022. - 172 с. : граф., табл. - Электрон. аналог печ. издания. - Библиогр.: с. 145-151. - ISBN 978-5-7810-2309-7